# Mélykút
Mélykút est une ville et une commune du comitat de Bács-Kiskun en Hongrie.

## Géographie
Mélykút se trouve dans le sud de la Hongrie, près de la frontière avec la Serbie, à 26 km au nord-ouest de Subotica (Serbie), à 80 km au sud-ouest de Kecskemét et à 146 km au sud-sud-est de Budapest.

## Population
Recensements ou estimations de la population :
| 1870  | 1880  | 1890  | 1900  | 1910  |
| ----- | ----- | ----- | ----- | ----- |
| 6 239 | 7 218 | 7 833 | 8 017 | 7 759 |

| 1920  | 1930  | 1941  | 1949  | 1960  |
| ----- | ----- | ----- | ----- | ----- |
| 7 425 | 7 787 | 7 896 | 8 443 | 8 168 |

| 1970  | 1980  | 1990  | 2001  | 2011  |
| ----- | ----- | ----- | ----- | ----- |
| 7 640 | 6 905 | 6 137 | 5 873 | 5 196 |